# 한스 첸더
한스 첸더(독일어: Hans Zender, 1936년 11월 22일 ~ 2019년 10월 22일)는 독일의 지휘자, 작곡가이다.

## 약력
비스바덴의 태생으로, 프랑크푸르트 음악 대학교에서 아우구스트 레오폴더(August Leopolder)에게 피아노, 쿠어트 헤센베르크(Kurt Hessenberg)에게 작곡을 배웠다. 프라이부르크 음악 대학교에서 에디트 피히트-악센펠트(Edith Picht-Axenfeld)에게 피아노, 칼 위터(Carl Ueter)에게 지휘, 볼프강 포르트너(Wolfgang Fortner)에게 작곡을 공부하였다. 그 곳 시립 극장에서 카펠마이스터(Kapellmeister)가 되었고, 본 시립 극장, 킬 극장, 함부르크 국립 가극장 등의 음악 총감독을 역임한다. 과거에 NHK 교향악단이나 도쿄 도 교향악단에 객원 출연하거나 베를린 필하모닉 오케스트라 등에서 윤이상 등의 초연 등을 많이 다루어 바이로이트 축제에서도 홀스트 슈타인과 교대로 바그너의 《파르지팔》을 지휘하였다.